# Michail Kaganovič
Michail Moiseevič Kaganovič (in russo Михаи́л Моисе́евич Кагано́вич?; Kabany, 16 ottobre 1888 – Mosca, 1º luglio 1941) è stato un politico e rivoluzionario sovietico, che fu capo della direzione principale dell'industria aeronautica del Commissariato popolare dell'Industria pesante dell'URSS (1935-1936), Commissario del popolo dell'Industria della difesa dell'URSS (1937-1939) e Commissario del popolo dell'Industria aeronautica dell'URSS (1939-1940). In qualità di commissario nazionale dell'industria della difesa contribuì allo sviluppo della produzione di aeromobili, della costruzione navale, della costruzione di carri armati, e della fabbricazione di strumenti di precisione e dell'ottica. Era responsabile degli istituti educativi che formavano specialisti per queste industrie. In qualità di Commissario del popolo per l'industria aeronautica, sviluppato l'industria utilizzando l'esperienza costruttiva delle fabbriche aeronautiche degli Stati Uniti d'America, con cui aveva avuto modo di familiarizzare durante il suo viaggio d'affari all'estero nel 1935. Dopo aver saputo di essere sospettato da Stalin di una "deviazione a destra"  si suicidò.

## Biografia

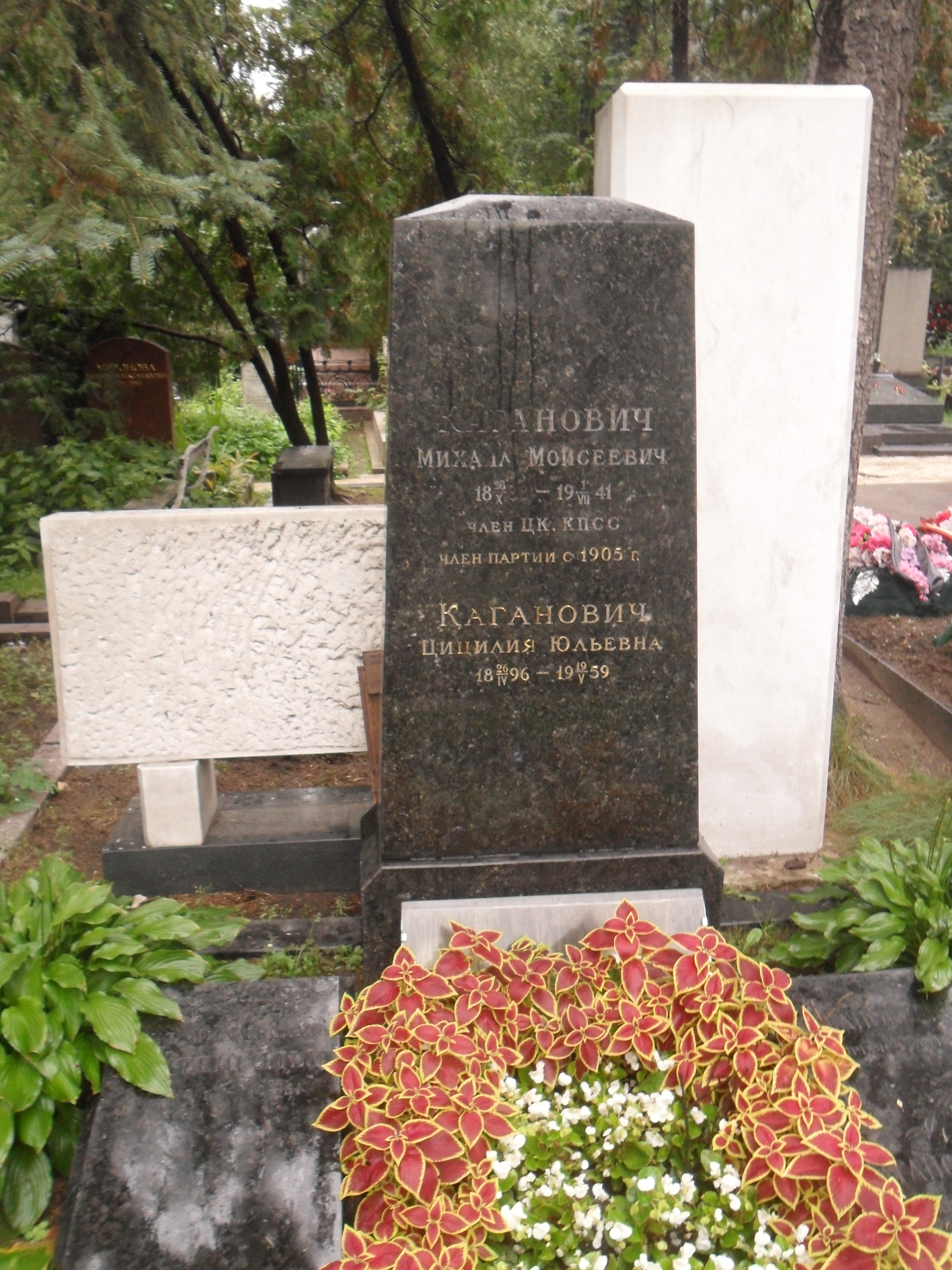
La tomba di Michail Kaganovič nel cimitero di Novodevičij a Mosca.

Nacque da una famiglia ebrea nel villaggio di Kabany, governatorato di Kiev, il 16 ottobre 1888, figlio del calzolaio Moisej. Dopo aver ricevuto un'istruzione elementare dall'età di 14 anni andò a lavorare come operaio metallurgico, dapprima nella città di Ivanovo e poi a Kiev. 
Nel 1905 fu il primo dei cinque fratelli Kaganovič ad aderire al Partito Operaio Socialdemocratico Russo, fazione bolscevica, venendo arrestato più volte. Nel 1906 fu imprigionato per 6 mesi, e nel 1907 per 1 mese nella prigione di Kiev. Nel 1909 fu imprigionato per 2 mesi sempre nella prigione di Kiev e poi inviato sotto la sorveglianza della polizia nel distretto di Radomyšl, governatorato di Kiev. Divenne un operaio siderurgico, un lattoniere, nel 1911 e prestò servizio nell'esercito imperiale russo dal 1911 al 1915. Dopo aver lasciato l'esercito, nel 1915 divenne caposquadra nella costruzione della ferrovia Orsha-Voronež.
Nel 1917-1918 fu membro del quartier generale dei distaccamenti della Guardia Rossa presso la stazione di Uneča (governatorato di Černigov). Nel 1918-1922, fu presidente del Comitato militare rivoluzionario di Arzamas, presidente del Consiglio di Suraž (governatorato di Smolensk), commissario alimentare distrettuale ad Arzamas, dove partecipò a operazioni punitive nelle campagne, segretario del comitato distrettuale di Vyksa del Partito Comunista dell'Unione Sovietica. Nel 1923-1927 fu presidente del Consiglio economico del governatorato di Nižnij Novgorod. Con il sostegno del fratello minore Lazar', fu trasferito a Mosca.
Nel 1927-1934 fu membro della Commissione di controllo centrale del PCUS. Nel 1927-1930 membro candidato del Presidium della Commissione di controllo centrale del Partito comunista sindacale dei bolscevichi, membro del consiglio del Commissariato popolare dell'Ispettorato degli operai e dei contadini dell'URSS. Nel 1930-1932 fu membro del Presidium della Commissione di controllo centrale del Partito comunista sindacale dei bolscevichi.
Dal 1931 fu capo della direzione generale dell'ingegneria e vicepresidente del Consiglio economico supremo dell'URSS. Nel 1932-1936 ricoprì l'incarico di vice commissario del popolo all'Industria pesante dell'URSS, stretto collaboratore di Grigorij Konstantinovič Ordžonikidze.
Dal 26 gennaio al 10 febbraio 1934 fu delegato al XVII Congresso del Partito Comunista di tutta l'Unione (bolscevico) con voto consultivo.
Dal 1934 membro del Comitato Centrale del PCUS. Nel 1934-1939, membro candidato dell'Orgburo del Comitato centrale del Partito bolscevico. Allo stesso tempo, nel 1935-1936, fu a capo della direzione principale dell'industria aeronautica del Commissariato del popolo dell'industria pesante. Dal dicembre 1936, vice commissario del popolo, e dal 15 ottobre 1937 all'11 gennaio 1939, Commissario del popolo dell'industria della difesa (NKOP) dell'URSS.
Il 12 dicembre 1937 fu eletto deputato del Soviet Supremo dell'Unione Sovietica in prima convocazione.
L'11 gennaio 1939 il Commissariato popolare dell'industria aeronautica dell'URSS fu separato dal NKOP ed egli ne assunse la direzione.
Il 10 gennaio 1940 fu sollevato dall'incarico di Commissario del popolo all'aeronautica e nominato direttore dello stabilimento aeronautico n. 124 intitolato a Sergo Ordžonikidze a Kazan' dove si stava allestendo la produzione del bombardiere pesante Petlyakov Pe-8. Nel suo nuovo incarico si mise subito a lavorare duramente, risolvendo i problemi di approvvigionamento dei motori, tanto che il primo reggimento aereo dotato dei Pe-8 fu costituito il 29 giugno 1941. All'inizio di gennaio 1941, lo stabilimento ricevette da Mosca l'ordine di mettere in produzione il cacciabombardiere Petlyakov Pe-2, che aveva volato per la prima volta il 15 dicembre 1940, e di produrre il primo aereo in aprile.  Inoltre, più di mille lavoratori qualificati, tecnici, ingegneri e piloti che avevano esperienza nella produzione del Pe-2 furono inviati da Mosca a Kazan insieme a 500 macchine sovietiche e 130 tedesche. il primo volo del primo Pe-2 di produzione ebbe luogo il 1 maggio 1941, giugno furono già consegnati tre aerei, a luglio 10, ed ad agosto 16.

### La messa in stato d'accusa
Il 1 maggio 1941, mentre l'intero paese celebrava l'ultimo Primo Maggio prebellico, Merkulov inviò una lettera a Stalin, dalla quale il leader apprese per la prima volta dell'affiliazione di M. Kaganovič con un'organizzazione antisovietica nel settore dell'aviazione.
Nel febbraio 1941, al XVIII Congresso del Partito Comunista di tutta l'Unione (bolscevico) fu approvata la seguente risoluzione di censura: Avverti il compagno M. M. Kaganovič, che, come commissario del popolo dell'industria aeronautica, ha lavorato male, che se non migliora nel suo nuovo incarico, non adempirà le istruzioni del partito e del governo, sarà rimosso dalla carica di membro del Comitato Centrale del Partito Comunista di tutta l'Unione dei Bolscevichi e sarà rimosso dall'attività di dirigente. Nella stessa risoluzione, quattro persone furono rimosse da membri del Comitato Centrale, compreso il direttore dello stabilimento automobilistico, I. Likhachev, e 15 persone furono escluse dai candidati all'adesione al Comitato Centrale, inclusa la moglie di Vjačeslav Michajlovič Molotov, Polina Žemčužina.
Il 7 giugno 1941, il suo ex vice, Boris Vannikov, fu arrestato dopo aver contestato la decisione di interrompere la produzione di armi un mese prima dell'invasione tedesca dell'URSS. Fu torturato in prigione da Boris Rodos e, quando era appena cosciente, firmò una confessione già scritta da Rodos in cui indicava Kaganovič come appartenente a una organizzazione che doveva sabotare le difese aeree sovietiche. Altri ufficiali, tra cui il capo del dipartimento di pianificazione dell'NKAP Leonid Vodjanickij, ripeterono l'accusa sotto tortura.
Il 1 luglio suo fratello, Lazar', fu convocato da Stalin e gli fu detto che Michail aveva deviato verso l'opposizione trotskista. Circolarono voci secondo cui Lazar' non aveva interceduto per Michail e si era schierato con Stalin. Lo stesso Lazar' negò il fatto in diverse interviste, insistendo di aver detto direttamente a Stalin che era una bugia e di aver chiesto che a suo fratello fosse data l'opportunità di confrontarsi con i suoi accusatori.  Appena uscito dal colloquio con Stalin suo fratello gli telefonò e gli riferì la conversazione avuta.
Michail Kaganovič fu convocato nell'ufficio di Mikojan, dove, in presenza di Berija e Malenkov, fu affrontato da Vannikov, che ripeté la confessione che aveva fatto sotto tortura. Lui replicò duramente alle accuse rivoltegli tanto che gli fu detto di aspettare fuori, ed egli andò nel bagno privato di Mikoyan e si sparò con una rivoltella. Suicidandosi prima di essere arrestato, aveva protetto la sua famiglia.
Un resoconto diverso fu fornito da Nikita Sergeevič Chruščëv durante un incontro di delegazione con un rappresentante rumeno a Mosca nel 1964, in cui affermò che "Stalin lo interrogò personalmente, dopo che fu portato in bagno e ucciso". Mikojan diede un'altra versione, affermando che "Kaganovič fu interrogato da Molotov, Malenkov e Berija, e fucilato in seguito". Beria spiegò che era una stupidità perché, mentre veniva condotto al bagno per essere ucciso, Molotov, Malenkov e Beria avevano deciso di liberarlo. Fu tumulato senza alcuna cerimonia nel cimitero di Novodevičij. Il processo contro l'organizzazione antisovietica di sabotaggio, da lui presumibilmente guidata, non ebbe mai luogo. Dopo la morte fu accusato non di sabotaggio, ma di appartenenza all'opposizione trotskista di destra.

### Riabilitazione
Il 6 maggio 1953, due mesi dopo la morte di Stalin, Berija presentò un promemoria al Praesidium del Comitato Centrale affermando che le prove contro Kaganovič erano "calunniose". Fu riabilitato postumo il giorno seguente e alla sua vedova, Cicilija Jul'evna Kaganovič (1896-1959), fu assegnata una somma forfettaria di 5.000 rubli e una pensione di 200 rubli al mese.

### Annotazioni
1. ↑  Suo padre ebbe tredici figli di cui solo sei sopravvissero.
2. ↑  Lo stabilimento aeronautico n. 124 di Kazan' fu un'impresa problematica: nel progetto furono investiti milioni di rubli di fondi di bilancio, ma funzionò con grandi interruzioni e dall'aprile 1938 fino alla nomina di Kaganovič vi furono sostituiti tre direttori, e due di essi, due di loro, Lev Shakhanin e Semyon Barinov, furono arrestati.

### Fonti
1. ↑  Hrono.
2. 1 2 3 4 5 6 7 8  Gazeta.
3. 1 2 3 4 5 6 7 8 9 10 11 12 13 14 15 16 17 18 19 20 21 22 23 24  Globalsecurity.
4. 1 2 3 4  Hrono.
5. 1 2 3 4 5 6 7 8 9 10 11  Rodina.
6. ↑  Knowbysight.
7. ↑  Murphy 2005, p. 228.
8. ↑  Montefiore 2003, pp. 351-353.
9. ↑  Montefiore 2003, p. 353.